# William Morton Pitt
Pour les articles homonymes, voir William Pitt et Pitt.
William Morton Pitt (16 mai 1754 - 28 février 1836) est un homme politique britannique, membre du Parlement britannique .

## Biographie
Il est le fils aîné de John Pitt de Encombe House, Dorset et fait ses études au Queen's College, à Oxford. Il entre au Lincoln's Inn pour étudier le droit en 1774.

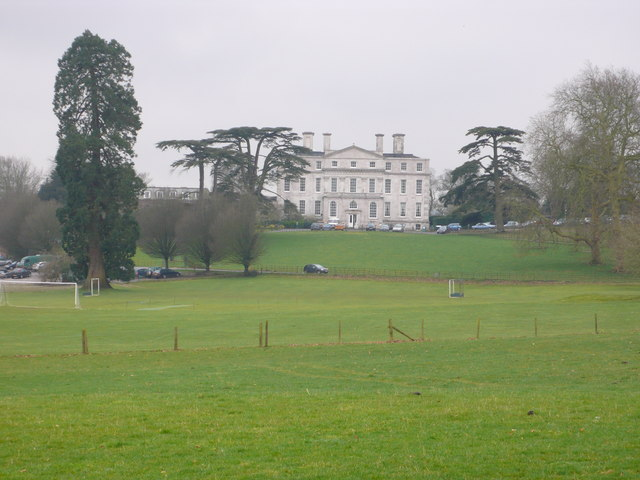
Kingston Maurward House, la maison de William Morton Pitt

En 1780, il est élu au Parlement en tant que député de Poole, qu'il représente jusqu'en 1790, après quoi il représente le Dorset de 1790 à 1826.
Il est élu membre de la Royal Society en 1787 .
Il meurt en 1836. Il s'est marié deux fois ; d'abord à Margaret, fille de John Gambier, gouverneur des Bahamas, avec qui il a une fille, et ensuite à Grace Amelia, fille de Henry Seymour de Hanford, Dorset, avec qui il a deux fils et une fille.